# 金伯雄
金伯雄，中华人民共和国政治人物、外交官。
1985年，接替李石，担任中华人民共和国驻乌干达大使。1988年，接替王嵎生，担任中华人民共和国驻尼日利亚大使。1992年，由胡立鹏接任。